# Herb gminy Oleśnica (województwo dolnośląskie)
Herb gminy Oleśnica – jeden z symboli gminy Oleśnica, ustanowiony 10 listopada 1995.

## Wygląd i symbolika
Herb przedstawia na tarczy dwudzielnej w pas w polu górnym czerwonym srebrny leżący półksiężyc, rogami w górę, z zaćwieczonym pośrodku takimż krzyżem łacińskim, osłoniętym po bokach dwoma położonymi ukośnie złotymi kłosami żyta. Nad rogami półksiężyca po gwieździe sześciopromiennej złotej. W polu dolnym złotym czarny orzeł Piastów dolnośląskich.
Godło herbowe pochodzi z pieczęci miasta Oleśnicy z 1310 roku, zostało uzupełnione o kłosy, niewystępujące w wizerunku napieczętnym.
W wersji uroczystej, zwanej Herbem Wielkim, herb umieszczono na zielonej planszy, nad tarczą umieszczono wstęgę czerwoną z napisem "GMINA OLEŚNICA GMINA", nad wstęgą zaś - mitrę książęcą złotą z czerwonym wyłożeniem i czerwonymi kamieniami. Tarcza herbowa podtrzymywana przez dwa wspięte lwy złote o czerwonych językach.